# Río de la Platakraton

Kratons in Zuid-Amerika en Afrika. De continenten zijn teruggebracht naar hun posities voor de opening van de Atlantische Oceaan zodat de vroegere samenhang beter zichtbaar is.

Het Río de la Platakraton is een geologisch kraton in het zuiden van Zuid-Amerika. Kristallijn gesteente van dit kraton ligt aan het oppervlak in het zuiden van Uruguay en aangrenzende delen van Argentinië. Het kraton bestrijkt een gebied van ongeveer 20.000 km2. Samen met vier andere kratons vormt het de kern van het huidige Zuid-Amerikaanse continent.
De oudste gesteenten uit het Río de la Platakraton zijn gedateerd tussen de 2200 en 1790 miljoen jaar, uit het Paleoproterozoïcum.
Rond 900 miljoen jaar geleden lag het Río de la Platakraton in het zuiden van het toenmalige supercontinent Rodinia. Na het opbreken van Rodinia vormde het onderdeel van Gondwana gedurende het Paleozoïcum. Na het opbreken van Gondwana in verschillende kleinere continenten tijdens het Jura ging het kraton deel uitmaken van Zuid-Amerika.